# Falling in Reverse
Falling in Reverse – amerykański zespół post-hardcorowy. Zespół podpisał kontrakt z Epitaph Records 26 lipca 2011 roku ukazał się debiutancki album The Drug in Me Is You. Raised by Wolves, The Drug in Me Is You, i I'm Not a Vampire były wydane jako single w celu promowania albumu.

## Historia
Ronnie Radke został wyrzucony z własnego zespołu Escape The Fate przez Maxa Greena, w czerwcu 2008 roku został skazany na 4 lata więzienia (z możliwością skrócenia do 2 lat). W czasie pobytu w zakładzie karnym, dokładnie 3 grudnia 2008 założył zespół Falling In Reverse (początkowo nazwa miała brzmieć From Behind These Walls). W tym okresie zespół nagrał płytę demo i jedną piosenkę. Wokalista wyszedł z więzienia pod koniec grudnia 2010 roku.

## The Drug in Me Is You i Fashionably Late
Ronnie Radke zaraz po wyjściu z zakładu karnego zaczął tworzyć album The Drug in Me Is You który został wydany w 2011 roku.
W 2013 roku zespół wziął się za prace nad nowym albumem Fashionably Late który wydano w tym samym roku, w 2014 do zespołu dołączył Max Green oraz zaczęli pracować nad nowym albumem w którym wokalista nie skupi się na rapowaniu tak jak w singlu "Alone" z Fashionably Late i skupi się bardziej na scream'ie ponieważ skupia się na rapowaniu w karierze solowej.

## Członkowie zespołu

### Obecny skład
- Ronnie Radke – wokal, gitary dodatkowe (od 2008)
- Christian Thompson – gitara (od 2015)
- Zakk Sandler – gitara basowa, wokal (od 2015)

### Byli członkowie
- Jacky Vincent – gitara (2009-2015)
- Nason Schoeffler – gitara basowa, wokal (2008-2011)
- Gilbert Catalano – gitara rytmiczna, wokal (2008-2009)
- Anthony Avila – gitara (2008-2009)
- Nick Rich – perkusja, instrumenty perkusyjne, wokal (2008-2009)
- Oscar García – perkusja, instrumenty perkusyjne (2009-2010)
- Scott Gee – perkusja, instrumenty perkusyjne, chórki (2010-2011)
- Mika Horiuchi – gitara basowa, wokal (2011-2012)
- Ron Ficarro – gitara basowa, wokal wspierający (2012-2014)
- Max Green – gitara basowa, wokal (2014)
- Ryan Seaman – perkusja, instrumenty perkusyjne, wokal wspierający (2011-2018)
- Derek Jones - gitara rytmiczna, wokal (2010-2020)

## Dyskografia
- The Drug in me Is You (2011)
- Fashionably Late (2013)
- Just Like You (2015)
- Coming Home (2017)
- Popular Monster (2024)